# Kazushi Uchida
Kazushi Uchida (født 9. oktober 1987) er en japansk tidligere professionel fodboldspiller.
Han har spillet for flere forskellige klubber i sin karriere, herunder Fujieda MYFC.